# Lista över fornlämningar i Arvika kommun
Lista över fornlämningar i Arvika kommun är en förteckning av ett urval av de fornlämningar som finns i Arvika kommun.

## Arvika
| Namn                           | Lämningstyp         | Tillkomsttid | Historisk indelning | Plats | Läge                 | ID-nr          | Bild                                 |
| ------------------------------ | ------------------- | ------------ | ------------------- | ----- | -------------------- | -------------- | ------------------------------------ |
| Arvika 1:1                     | Röse                |              | Arvika, Värmland    |       | 59.583402, 12.618286 | 10211600010001 | Ladda upp en bild av detta fornminne |
| Arvika 2:1                     | Stensättning        |              | Arvika, Värmland    |       | 59.582806, 12.617773 | 10211600020001 | Ladda upp en bild av detta fornminne |
| Arvika 3:1                     | Röse                |              | Arvika, Värmland    |       | 59.604267, 12.607881 | 10211600030001 | Ladda upp en bild av detta fornminne |
| Arvika 4:1                     | Hög                 |              | Arvika, Värmland    |       | 59.650046, 12.604008 | 10211600040001 | Ladda upp en bild av detta fornminne |
| Arvika 5:1                     | Stensättning        |              | Arvika, Värmland    |       | 59.645581, 12.608407 | 10211600050001 | Ladda upp en bild av detta fornminne |
| Arvika 5:2                     | Stensättning        |              | Arvika, Värmland    |       | 59.645496, 12.608286 | 10211600050002 | Ladda upp en bild av detta fornminne |
| Arvika 6:1                     | Röse                |              | Arvika, Värmland    |       | 59.623241, 12.599420 | 10211600060001 | Ladda upp en bild av detta fornminne |
| Arvika 6:2                     | Stensättning        |              | Arvika, Värmland    |       | 59.623314, 12.599396 | 10211600060002 | Ladda upp en bild av detta fornminne |
| Arvika 7:1                     | Stensättning        |              | Arvika, Värmland    |       | 59.625367, 12.595648 | 10211600070001 | Ladda upp en bild av detta fornminne |
| Arvika 7:2                     | Stensättning        |              | Arvika, Värmland    |       | 59.625381, 12.595807 | 10211600070002 | Ladda upp en bild av detta fornminne |
| Arvika 11:1                    | Stenkammargrav      |              | Arvika, Värmland    |       | 59.636151, 12.551220 | 10211600110001 | Ladda upp en bild av detta fornminne |
| Arvika 12:1                    | Stenkammargrav      |              | Arvika, Värmland    |       | 59.635811, 12.550871 | 10211600120001 | Ladda upp en bild av detta fornminne |
| Arvika 13:1                    | Stensättning        |              | Arvika, Värmland    |       | 59.630460, 12.572574 | 10211600130001 | Ladda upp en bild av detta fornminne |
| Arvika 13:2                    | Stensättning        |              | Arvika, Värmland    |       | 59.630528, 12.572639 | 10211600130002 | Ladda upp en bild av detta fornminne |
| Arvika 15:1                    | Röse                |              | Arvika, Värmland    |       | 59.622387, 12.557042 | 10211600150001 | Ladda upp en bild av detta fornminne |
| Arvika 15:2                    | Stensättning        |              | Arvika, Värmland    |       | 59.622335, 12.557044 | 10211600150002 | Ladda upp en bild av detta fornminne |
| Arvika 15:3                    | Röse                |              | Arvika, Värmland    |       | 59.621995, 12.556954 | 10211600150003 | Ladda upp en bild av detta fornminne |
| Arvika 15:4                    | Stensättning        |              | Arvika, Värmland    |       | 59.622629, 12.557737 | 10211600150004 | Ladda upp en bild av detta fornminne |
| Arvika 16:1                    | Röse                |              | Arvika, Värmland    |       | 59.625143, 12.575966 | 10211600160001 | Ladda upp en bild av detta fornminne |
| Arvika 17:1                    | Stenkammargrav      |              | Arvika, Värmland    |       | 59.626700, 12.622116 | 10211600170001 | Ladda upp en bild av detta fornminne |
| Arvika 18:1                    | Stenkammargrav      |              | Arvika, Värmland    |       | 59.626129, 12.548922 | 10211600180001 | Ladda upp en bild av detta fornminne |
| Arvika 19:1                    | Röse                |              | Arvika, Värmland    |       | 59.623958, 12.549287 | 10211600190001 | Ladda upp en bild av detta fornminne |
| Arvika 19:2                    | Röse                |              | Arvika, Värmland    |       | 59.623771, 12.548818 | 10211600190002 | Ladda upp en bild av detta fornminne |
| Arvika 20:1                    | Röse                |              | Arvika, Värmland    |       | 59.633527, 12.538908 | 10211600200001 | Ladda upp en bild av detta fornminne |
| Arvika 20:2                    | Stensättning        |              | Arvika, Värmland    |       | 59.633579, 12.538818 | 10211600200002 | Ladda upp en bild av detta fornminne |
| Arvika 21:1                    | Gravfält            |              | Arvika, Värmland    |       | 59.634964, 12.537208 | 10211600210001 | Ladda upp en bild av detta fornminne |
| Arvika 22:1                    | Röse                |              | Arvika, Värmland    |       | 59.652457, 12.509432 | 10211600220001 | Ladda upp en bild av detta fornminne |
| Arvika 22:2                    | Röse                |              | Arvika, Värmland    |       | 59.652380, 12.509515 | 10211600220002 | Ladda upp en bild av detta fornminne |
| Arvika 22:3                    | Röse                |              | Arvika, Värmland    |       | 59.652290, 12.509294 | 10211600220003 | Ladda upp en bild av detta fornminne |
| Arvika 23:1                    | Stensättning        |              | Arvika, Värmland    |       | 59.658717, 12.499684 | 10211600230001 | Ladda upp en bild av detta fornminne |
| Arvika 25:1                    | Gravfält            |              | Arvika, Värmland    |       | 59.741842, 12.546979 | 10211600250001 | Ladda upp en bild av detta fornminne |
| Arvika 30:1                    | Begravningsplats    |              | Arvika, Värmland    |       | 59.664344, 12.568131 | 10211600300001 | Ladda upp en bild av detta fornminne |
| Arvika 33:1                    | Röse                |              | Arvika, Värmland    |       | 59.602668, 12.605907 | 10211600330001 | Ladda upp en bild av detta fornminne |
| Arvika 33:2                    | Stensättning        |              | Arvika, Värmland    |       | 59.602681, 12.606193 | 10211600330002 | Ladda upp en bild av detta fornminne |
| Arvika 33:3                    | Stensättning        |              | Arvika, Värmland    |       | 59.602735, 12.606369 | 10211600330003 | Ladda upp en bild av detta fornminne |
| Arvika 35:1                    | Gravfält            |              | Arvika, Värmland    |       | 59.623328, 12.549693 | 10211600350001 | Ladda upp en bild av detta fornminne |
| Arvika 35:2                    | Stensättning        |              | Arvika, Värmland    |       | 59.623492, 12.548837 | 10211600350002 | Ladda upp en bild av detta fornminne |
| Arvika 36:1                    | Röse                |              | Arvika, Värmland    |       | 59.623024, 12.551023 | 10211600360001 | Ladda upp en bild av detta fornminne |
| Perseruds kvarn (Arvika 124:1) | Kvarn               |              | Arvika, Värmland    |       | 59.711506, 12.681347 | 10211601240001 | Ladda upp en bild av detta fornminne |
| Arvika 127:1                   | Kvarn               |              | Arvika, Värmland    |       | 59.710185, 12.679477 | 10211601270001 | Ladda upp en bild av detta fornminne |
| Arvika 140:1                   | Gravfält            |              | Arvika, Värmland    |       | 59.603830, 12.606779 | 10211601400001 | Ladda upp en bild av detta fornminne |
| Arvika 141:1                   | Stensättning        |              | Arvika, Värmland    |       | 59.650153, 12.511794 | 10211601410001 | Ladda upp en bild av detta fornminne |
| Arvika 197                     | Stenkammargrav      |              | Arvika, Värmland    |       | 59.662969, 12.512963 | 12000000064710 | Ladda upp en bild av detta fornminne |
| Arvika 198                     | Stenkammargrav      |              | Arvika, Värmland    |       | 59.662980, 12.513050 | 12000000064711 | Ladda upp en bild av detta fornminne |
| Arvika 238                     | Lägenhetsbebyggelse |              | Arvika, Värmland    |       | 59.652723, 12.547686 | 12000000080918 | Ladda upp en bild av detta fornminne |

## Bogen
| Namn       | Lämningstyp | Tillkomsttid | Historisk indelning | Plats | Läge                 | ID-nr          | Bild                                 |
| ---------- | ----------- | ------------ | ------------------- | ----- | -------------------- | -------------- | ------------------------------------ |
| Bogen 17:1 | Kvarn       |              | Bogen, Värmland     |       | 60.026987, 12.542717 | 10212000170001 | Ladda upp en bild av detta fornminne |
| Bogen 29:1 | Kvarn       |              | Bogen, Värmland     |       | 60.011560, 12.560302 | 10212000290001 | Ladda upp en bild av detta fornminne |

## Brunskog
| Namn                            | Lämningstyp         | Tillkomsttid | Historisk indelning | Plats | Läge                 | ID-nr          | Bild                                 |
| ------------------------------- | ------------------- | ------------ | ------------------- | ----- | -------------------- | -------------- | ------------------------------------ |
| Brunskog 1:1                    | Stensättning        |              | Brunskog, Värmland  |       | 59.610095, 12.824283 | 10212500010001 | Ladda upp en bild av detta fornminne |
| Brunskog 8:1                    | Röse                |              | Brunskog, Värmland  |       | 59.639093, 12.914382 | 10212500080001 | Ladda upp en bild av detta fornminne |
| Brunskog 9:1                    | Röse                |              | Brunskog, Värmland  |       | 59.575714, 12.875781 | 10212500090001 | Ladda upp en bild av detta fornminne |
| Brunskog 10:1                   | Stensättning        |              | Brunskog, Värmland  |       | 59.645253, 12.895119 | 10212500100001 | Ladda upp en bild av detta fornminne |
| Brunskog 13:1                   | Stensättning        |              | Brunskog, Värmland  |       | 59.661060, 12.903371 | 10212500130001 | Ladda upp en bild av detta fornminne |
| Brunskog 14:2                   | Stensättning        |              | Brunskog, Värmland  |       | 59.661893, 12.903851 | 10212500140002 | Ladda upp en bild av detta fornminne |
| Brunskog 14:3                   | Stensättning        |              | Brunskog, Värmland  |       | 59.661957, 12.903705 | 10212500140003 | Ladda upp en bild av detta fornminne |
| Brunskog 14:4                   | Stensättning        |              | Brunskog, Värmland  |       | 59.661852, 12.903937 | 10212500140004 | Ladda upp en bild av detta fornminne |
| Brunskog 16:1                   | Stensättning        |              | Brunskog, Värmland  |       | 59.630242, 12.936245 | 10212500160001 | Ladda upp en bild av detta fornminne |
| Mölneruds kvarn (Brunskog 52:1) | Kvarn               |              | Brunskog, Värmland  |       | 59.690248, 12.766092 | 10212500520001 | Ladda upp en bild av detta fornminne |
| Brunskog 66:1                   | Kvarn               |              | Brunskog, Värmland  |       | 59.692203, 12.762149 | 10212500660001 | Ladda upp en bild av detta fornminne |
| Brunskog 127:1                  | Hällristning        |              | Brunskog, Värmland  |       | 59.698932, 12.884385 | 10212501270001 | Ladda upp en bild av detta fornminne |
| Brunskog 127:2                  | Hällristning        |              | Brunskog, Värmland  |       | 59.699090, 12.884083 | 10212501270002 | Ladda upp en bild av detta fornminne |
| Brunskog 127:3                  | Hällristning        |              | Brunskog, Värmland  |       | 59.699256, 12.884019 | 10212501270003 | Ladda upp en bild av detta fornminne |
| Brunskog 127:4                  | Hällristning        |              | Brunskog, Värmland  |       | 59.699132, 12.884801 | 10212501270004 | Ladda upp en bild av detta fornminne |
| Brunskog 127:5                  | Hällristning        |              | Brunskog, Värmland  |       | 59.698664, 12.884857 | 10212501270005 | Ladda upp en bild av detta fornminne |
| Finntorpet (Brunskog 188:1)     | Lägenhetsbebyggelse |              | Brunskog, Värmland  |       | 59.756258, 12.898900 | 10212501880001 | Ladda upp en bild av detta fornminne |
| Yxforsen (Mangskog 201:1)       | Kvarn               |              | Brunskog, Värmland  |       | 59.763834, 12.879283 | 10216302010001 | Ladda upp en bild av detta fornminne |

## Glava
| Namn                               | Lämningstyp                 | Tillkomsttid | Historisk indelning | Plats | Läge                 | ID-nr          | Bild                                 |
| ---------------------------------- | --------------------------- | ------------ | ------------------- | ----- | -------------------- | -------------- | ------------------------------------ |
| Glava 1:1                          | Stensättning                |              | Glava, Värmland     |       | 59.585809, 12.562249 | 10213900010001 | Ladda upp en bild av detta fornminne |
| Glava 1:2                          | Stensättning                |              | Glava, Värmland     |       | 59.585701, 12.562093 | 10213900010002 | Ladda upp en bild av detta fornminne |
| Glava 1:3                          | Stensättning                |              | Glava, Värmland     |       | 59.585803, 12.562119 | 10213900010003 | Ladda upp en bild av detta fornminne |
| Glava 2:1                          | Stensättning                |              | Glava, Värmland     |       | 59.584643, 12.561266 | 10213900020001 | Ladda upp en bild av detta fornminne |
| Glava 2:2                          | Stensättning                |              | Glava, Värmland     |       | 59.584556, 12.561096 | 10213900020002 | Ladda upp en bild av detta fornminne |
| Glava 2:3                          | Stensättning                |              | Glava, Värmland     |       | 59.584494, 12.560971 | 10213900020003 | Ladda upp en bild av detta fornminne |
| Glava 2:4                          | Stensättning                |              | Glava, Värmland     |       | 59.584445, 12.560809 | 10213900020004 | Ladda upp en bild av detta fornminne |
| Glava 3:1                          | Röse                        |              | Glava, Värmland     |       | 59.577688, 12.541569 | 10213900030001 | Ladda upp en bild av detta fornminne |
| Glava 4:1                          | Stensättning                |              | Glava, Värmland     |       | 59.577963, 12.531669 | 10213900040001 | Ladda upp en bild av detta fornminne |
| Glava 5:1                          | Stensättning                |              | Glava, Värmland     |       | 59.576896, 12.530445 | 10213900050001 | Ladda upp en bild av detta fornminne |
| Glava 5:2                          | Stensättning                |              | Glava, Värmland     |       | 59.576785, 12.530811 | 10213900050002 | Ladda upp en bild av detta fornminne |
| Glava 6:1                          | Stensättning                |              | Glava, Värmland     |       | 59.580450, 12.538019 | 10213900060001 | Ladda upp en bild av detta fornminne |
| Glava 7:1                          | Röse                        |              | Glava, Värmland     |       | 59.582219, 12.538418 | 10213900070001 | Ladda upp en bild av detta fornminne |
| Glava 8:1                          | Röse                        |              | Glava, Värmland     |       | 59.581370, 12.538011 | 10213900080001 | Ladda upp en bild av detta fornminne |
| Glava 8:2                          | Röse                        |              | Glava, Värmland     |       | 59.581200, 12.537896 | 10213900080002 | Ladda upp en bild av detta fornminne |
| Glava 10:1                         | Stensättning                |              | Glava, Värmland     |       | 59.576296, 12.558848 | 10213900100001 | Ladda upp en bild av detta fornminne |
| Glava 11:1                         | Stensättning                |              | Glava, Värmland     |       | 59.576262, 12.566313 | 10213900110001 | Ladda upp en bild av detta fornminne |
| Glava 12:1                         | Röse                        |              | Glava, Värmland     |       | 59.575081, 12.572308 | 10213900120001 | Ladda upp en bild av detta fornminne |
| Glava 13:1                         | Stensättning                |              | Glava, Värmland     |       | 59.574390, 12.573041 | 10213900130001 | Ladda upp en bild av detta fornminne |
| Jätteröset (Glava 14:1)            | Röse                        |              | Glava, Värmland     |       | 59.561308, 12.594301 | 10213900140001 | Ladda upp en bild av detta fornminne |
| Glava 15:1                         | Röse                        |              | Glava, Värmland     |       | 59.573769, 12.574582 | 10213900150001 | Ladda upp en bild av detta fornminne |
| Glava 15:2                         | Röse                        |              | Glava, Värmland     |       | 59.573699, 12.574262 | 10213900150002 | Ladda upp en bild av detta fornminne |
| Glava 15:3                         | Stensättning                |              | Glava, Värmland     |       | 59.573617, 12.574603 | 10213900150003 | Ladda upp en bild av detta fornminne |
| Glava 16:1                         | Stensättning                |              | Glava, Värmland     |       | 59.562937, 12.558304 | 10213900160001 | Ladda upp en bild av detta fornminne |
| Glava 16:2                         | Stensättning                |              | Glava, Värmland     |       | 59.562827, 12.558270 | 10213900160002 | Ladda upp en bild av detta fornminne |
| Glava 17:1                         | Röse                        |              | Glava, Värmland     |       | 59.563372, 12.559074 | 10213900170001 | Ladda upp en bild av detta fornminne |
| Glava 19:1                         | Stensättning                |              | Glava, Värmland     |       | 59.568436, 12.565380 | 10213900190001 | Ladda upp en bild av detta fornminne |
| Glava 19:2                         | Stensättning                |              | Glava, Värmland     |       | 59.568327, 12.565137 | 10213900190002 | Ladda upp en bild av detta fornminne |
| Glava 20:1                         | Röse                        |              | Glava, Värmland     |       | 59.588786, 12.573592 | 10213900200001 | Ladda upp en bild av detta fornminne |
| Glava 20:2                         | Röse                        |              | Glava, Värmland     |       | 59.589010, 12.573632 | 10213900200002 | Ladda upp en bild av detta fornminne |
| Glava 20:3                         | Röse                        |              | Glava, Värmland     |       | 59.589160, 12.574118 | 10213900200003 | Ladda upp en bild av detta fornminne |
| Glava 21:1                         | Stensättning                |              | Glava, Värmland     |       | 59.549043, 12.602242 | 10213900210001 | Ladda upp en bild av detta fornminne |
| Glava 21:2                         | Stensättning                |              | Glava, Värmland     |       | 59.548849, 12.602500 | 10213900210002 | Ladda upp en bild av detta fornminne |
| Glava 24:1                         | Röse                        |              | Glava, Värmland     |       | 59.561302, 12.539808 | 10213900240001 | Ladda upp en bild av detta fornminne |
| Glava 25:1                         | Stensättning                |              | Glava, Värmland     |       | 59.570674, 12.518294 | 10213900250001 | Ladda upp en bild av detta fornminne |
| Glava 26:1                         | Stenkammargrav              |              | Glava, Värmland     |       | 59.558569, 12.576945 | 10213900260001 | Ladda upp en bild av detta fornminne |
| Glava 27:1                         | Stenkammargrav              |              | Glava, Värmland     |       | 59.558847, 12.575350 | 10213900270001 | Ladda upp en bild av detta fornminne |
| Glava 30:1                         | Röse                        |              | Glava, Värmland     |       | 59.595241, 12.574614 | 10213900300001 | Ladda upp en bild av detta fornminne |
| Glava 35:1                         | Stensättning                |              | Glava, Värmland     |       | 59.561698, 12.559397 | 10213900350001 | Ladda upp en bild av detta fornminne |
| Glava 35:2                         | Stensättning                |              | Glava, Värmland     |       | 59.561397, 12.559979 | 10213900350002 | Ladda upp en bild av detta fornminne |
| Glava 37:1                         | Stensättning                |              | Glava, Värmland     |       | 59.535358, 12.614898 | 10213900370001 | Ladda upp en bild av detta fornminne |
| Glava 37:2                         | Stensättning                |              | Glava, Värmland     |       | 59.535347, 12.615086 | 10213900370002 | Ladda upp en bild av detta fornminne |
| Glava 42:1                         | Stensättning                |              | Glava, Värmland     |       | 59.522991, 12.593075 | 10213900420001 | Ladda upp en bild av detta fornminne |
| Glava 51:1                         | Röse                        |              | Glava, Värmland     |       | 59.512336, 12.648845 | 10213900510001 | Ladda upp en bild av detta fornminne |
| Glava 51:2                         | Stensättning                |              | Glava, Värmland     |       | 59.512274, 12.648681 | 10213900510002 | Ladda upp en bild av detta fornminne |
| Glava 51:3                         | Stensättning                |              | Glava, Värmland     |       | 59.512282, 12.648319 | 10213900510003 | Ladda upp en bild av detta fornminne |
| Glava 52:1                         | Röse                        |              | Glava, Värmland     |       | 59.512111, 12.650191 | 10213900520001 | Ladda upp en bild av detta fornminne |
| Glava 53:1                         | Röse                        |              | Glava, Värmland     |       | 59.513577, 12.650890 | 10213900530001 | Ladda upp en bild av detta fornminne |
| Glava 53:2                         | Röse                        |              | Glava, Värmland     |       | 59.513386, 12.650727 | 10213900530002 | Ladda upp en bild av detta fornminne |
| Glava 54:1                         | Stensättning                |              | Glava, Värmland     |       | 59.512930, 12.645129 | 10213900540001 | Ladda upp en bild av detta fornminne |
| Glava 54:2                         | Stensättning                |              | Glava, Värmland     |       | 59.512694, 12.645560 | 10213900540002 | Ladda upp en bild av detta fornminne |
| Glava 54:3                         | Grav markerad av sten/block |              | Glava, Värmland     |       | 59.513010, 12.644407 | 10213900540003 | Ladda upp en bild av detta fornminne |
| Glava 54:4                         | Stensättning                |              | Glava, Värmland     |       | 59.513143, 12.644366 | 10213900540004 | Ladda upp en bild av detta fornminne |
| Domarringen (Glava 55:1)           | Stensättning                |              | Glava, Värmland     |       | 59.514193, 12.640386 | 10213900550001 | Ladda upp en bild av detta fornminne |
| Domarringen (Glava 55:2)           | Stensättning                |              | Glava, Värmland     |       | 59.514195, 12.640703 | 10213900550002 | Ladda upp en bild av detta fornminne |
| Glava 56:1                         | Stenkammargrav              |              | Glava, Värmland     |       | 59.514038, 12.644083 | 10213900560001 | Ladda upp en bild av detta fornminne |
| Glava 56:2                         | Stensättning                |              | Glava, Värmland     |       | 59.514080, 12.644386 | 10213900560002 | Ladda upp en bild av detta fornminne |
| Glava 56:3                         | Stensättning                |              | Glava, Värmland     |       | 59.514177, 12.644112 | 10213900560003 | Ladda upp en bild av detta fornminne |
| Glava 57:1                         | Stensättning                |              | Glava, Värmland     |       | 59.512858, 12.654978 | 10213900570001 | Ladda upp en bild av detta fornminne |
| Glava 58:1                         | Stensättning                |              | Glava, Värmland     |       | 59.521898, 12.625045 | 10213900580001 | Ladda upp en bild av detta fornminne |
| Glava 59:1                         | Stensättning                |              | Glava, Värmland     |       | 59.515298, 12.630963 | 10213900590001 | Ladda upp en bild av detta fornminne |
| Glava 60:1                         | Stensättning                |              | Glava, Värmland     |       | 59.515077, 12.633076 | 10213900600001 | Ladda upp en bild av detta fornminne |
| Glava 60:2                         | Stensättning                |              | Glava, Värmland     |       | 59.514866, 12.632304 | 10213900600002 | Ladda upp en bild av detta fornminne |
| Glava 61:1                         | Stensättning                |              | Glava, Värmland     |       | 59.514234, 12.628439 | 10213900610001 | Ladda upp en bild av detta fornminne |
| Glava 62:1                         | Röse                        |              | Glava, Värmland     |       | 59.514532, 12.635682 | 10213900620001 | Ladda upp en bild av detta fornminne |
| Glava 62:2                         | Stensättning                |              | Glava, Värmland     |       | 59.514490, 12.635425 | 10213900620002 | Ladda upp en bild av detta fornminne |
| Glava 63:1                         | Stensättning                |              | Glava, Värmland     |       | 59.515816, 12.629869 | 10213900630001 | Ladda upp en bild av detta fornminne |
| Glava 63:2                         | Stensättning                |              | Glava, Värmland     |       | 59.516034, 12.629700 | 10213900630002 | Ladda upp en bild av detta fornminne |
| Glava 64:1                         | Stensättning                |              | Glava, Värmland     |       | 59.513327, 12.639472 | 10213900640001 | Ladda upp en bild av detta fornminne |
| Glava 65:1                         | Röse                        |              | Glava, Värmland     |       | 59.513053, 12.642474 | 10213900650001 | Ladda upp en bild av detta fornminne |
| Glava 66:1                         | Röse                        |              | Glava, Värmland     |       | 59.505506, 12.669529 | 10213900660001 | Ladda upp en bild av detta fornminne |
| Glava 66:2                         | Röse                        |              | Glava, Värmland     |       | 59.505623, 12.670282 | 10213900660002 | Ladda upp en bild av detta fornminne |
| Glava 67:1                         | Röse                        |              | Glava, Värmland     |       | 59.521333, 12.627275 | 10213900670001 | Ladda upp en bild av detta fornminne |
| Glava 67:2                         | Stensättning                |              | Glava, Värmland     |       | 59.521467, 12.627309 | 10213900670002 | Ladda upp en bild av detta fornminne |
| Glava 68:1                         | Röse                        |              | Glava, Värmland     |       | 59.507808, 12.673093 | 10213900680001 | Ladda upp en bild av detta fornminne |
| Glava 68:2                         | Röse                        |              | Glava, Värmland     |       | 59.507760, 12.673281 | 10213900680002 | Ladda upp en bild av detta fornminne |
| Glava 68:3                         | Stensättning                |              | Glava, Värmland     |       | 59.507651, 12.673079 | 10213900680003 | Ladda upp en bild av detta fornminne |
| Glava 69:1                         | Stensättning                |              | Glava, Värmland     |       | 59.526114, 12.637209 | 10213900690001 | Ladda upp en bild av detta fornminne |
| Gladisvall kyrkogrund (Glava 72:2) | Kyrka/kapell                |              | Glava, Värmland     |       | 59.526944, 12.616701 | 10213900720002 | Ladda upp en bild av detta fornminne |
| Glava 74:1                         | Stensättning                |              | Glava, Värmland     |       | 59.529900, 12.588496 | 10213900740001 | Ladda upp en bild av detta fornminne |
| Glava 75:1                         | Stensättning                |              | Glava, Värmland     |       | 59.530884, 12.608051 | 10213900750001 | Ladda upp en bild av detta fornminne |
| Glava 75:2                         | Stensättning                |              | Glava, Värmland     |       | 59.530818, 12.608215 | 10213900750002 | Ladda upp en bild av detta fornminne |
| Glava 76:1                         | Stensättning                |              | Glava, Värmland     |       | 59.532238, 12.590873 | 10213900760001 | Ladda upp en bild av detta fornminne |
| Glava 78:1                         | Stensättning                |              | Glava, Värmland     |       | 59.536384, 12.592268 | 10213900780001 | Ladda upp en bild av detta fornminne |
| Glava 79:1                         | Stensättning                |              | Glava, Värmland     |       | 59.536894, 12.578941 | 10213900790001 | Ladda upp en bild av detta fornminne |
| Glava 81:1                         | Stensättning                |              | Glava, Värmland     |       | 59.535630, 12.607866 | 10213900810001 | Ladda upp en bild av detta fornminne |
| Glava 82:1                         | Stensättning                |              | Glava, Värmland     |       | 59.534270, 12.607009 | 10213900820001 | Ladda upp en bild av detta fornminne |
| Glava 83:1                         | Stensättning                |              | Glava, Värmland     |       | 59.532030, 12.611939 | 10213900830001 | Ladda upp en bild av detta fornminne |
| Glava 84:1                         | Stensättning                |              | Glava, Värmland     |       | 59.535631, 12.598630 | 10213900840001 | Ladda upp en bild av detta fornminne |
| Glava 85:1                         | Stensättning                |              | Glava, Värmland     |       | 59.535371, 12.600184 | 10213900850001 | Ladda upp en bild av detta fornminne |
| Glava 85:2                         | Stensättning                |              | Glava, Värmland     |       | 59.535358, 12.600482 | 10213900850002 | Ladda upp en bild av detta fornminne |
| Glava 86:1                         | Röse                        |              | Glava, Värmland     |       | 59.544978, 12.571503 | 10213900860001 | Ladda upp en bild av detta fornminne |
| Glava 86:2                         | Stensättning                |              | Glava, Värmland     |       | 59.544901, 12.571686 | 10213900860002 | Ladda upp en bild av detta fornminne |
| Glava 88:1                         | Stenkammargrav              |              | Glava, Värmland     |       | 59.535690, 12.550111 | 10213900880001 | Ladda upp en bild av detta fornminne |
| Glava 89:1                         | Stenkammargrav              |              | Glava, Värmland     |       | 59.535581, 12.546927 | 10213900890001 | Ladda upp en bild av detta fornminne |
| Glava 90:1                         | Stenkammargrav              |              | Glava, Värmland     |       | 59.533571, 12.570541 | 10213900900001 | Ladda upp en bild av detta fornminne |
| Glava 91:1                         | Stensättning                |              | Glava, Värmland     |       | 59.530450, 12.576583 | 10213900910001 | Ladda upp en bild av detta fornminne |
| Glava 92:1                         | Stensättning                |              | Glava, Värmland     |       | 59.534116, 12.575729 | 10213900920001 | Ladda upp en bild av detta fornminne |
| Glava 93:1                         | Stensättning                |              | Glava, Värmland     |       | 59.526086, 12.605016 | 10213900930001 | Ladda upp en bild av detta fornminne |
| Glava 93:2                         | Stensättning                |              | Glava, Värmland     |       | 59.526145, 12.604411 | 10213900930002 | Ladda upp en bild av detta fornminne |
| Glava 95:1                         | Stensättning                |              | Glava, Värmland     |       | 59.518534, 12.617170 | 10213900950001 | Ladda upp en bild av detta fornminne |
| Glava 95:2                         | Stensättning                |              | Glava, Värmland     |       | 59.518292, 12.616680 | 10213900950002 | Ladda upp en bild av detta fornminne |
| Prinskällan (Glava 97:1)           | Stenkammargrav              |              | Glava, Värmland     |       | 59.522335, 12.585833 | 10213900970001 | Ladda upp en bild av detta fornminne |
| Prinsgraven (Glava 99:1)           | Stenkammargrav              |              | Glava, Värmland     |       | 59.509420, 12.570968 | 10213900990001 | Ladda upp en bild av detta fornminne |
| Glava 112:1                        | Stensättning                |              | Glava, Värmland     |       | 59.516671, 12.626824 | 10213901120001 | Ladda upp en bild av detta fornminne |
| Glava 113:1                        | Stensättning                |              | Glava, Värmland     |       | 59.518689, 12.628210 | 10213901130001 | Ladda upp en bild av detta fornminne |
| Glava 120:1                        | Stensättning                |              | Glava, Värmland     |       | 59.528253, 12.624926 | 10213901200001 | Ladda upp en bild av detta fornminne |
| Glava 124:1                        | Stensättning                |              | Glava, Värmland     |       | 59.513840, 12.645391 | 10213901240001 | Ladda upp en bild av detta fornminne |
| Glava 126:1                        | Stensättning                |              | Glava, Värmland     |       | 59.512877, 12.656694 | 10213901260001 | Ladda upp en bild av detta fornminne |
| Glava 149:1                        | Stensättning                |              | Glava, Värmland     |       | 59.545138, 12.579385 | 10213901490001 | Ladda upp en bild av detta fornminne |
| Glava 150:1                        | Stensättning                |              | Glava, Värmland     |       | 59.544261, 12.580463 | 10213901500001 | Ladda upp en bild av detta fornminne |
| Glava 150:2                        | Stensättning                |              | Glava, Värmland     |       | 59.544259, 12.580626 | 10213901500002 | Ladda upp en bild av detta fornminne |
| Glava 153:1                        | Lägenhetsbebyggelse         |              | Glava, Värmland     |       | 59.412694, 12.561389 | 10213901530001 | Ladda upp en bild av detta fornminne |
| Glava 212                          | Stensättning                |              | Glava, Värmland     |       | 59.515045, 12.640857 | 12000000078383 | Ladda upp en bild av detta fornminne |

## Gunnarskog
| Namn                              | Lämningstyp                      | Tillkomsttid  | Historisk indelning  | Plats                  | Läge                 | ID-nr          | Bild                                      |
| --------------------------------- | -------------------------------- | ------------- | -------------------- | ---------------------- | -------------------- | -------------- | ----------------------------------------- |
| Gunnarskog 65:1                   | Kvarn                            |               | Gunnarskog, Värmland |                        | 60.001418, 12.623969 | 10214300650001 | Ladda upp en bild av detta fornminne      |
| Nysäterkvarna (Gunnarskog 100:1)  | Kvarn                            |               | Gunnarskog, Värmland |                        | 59.945997, 12.600274 | 10214301000001 | Ladda upp en bild av detta fornminne      |
| Öster Kvarn (Gunnarskog 114:1)    | Kvarn                            |               | Gunnarskog, Värmland |                        | 59.817555, 12.624185 | 10214301140001 | Ladda upp en bild av detta fornminne      |
| Gunnarskog 387:1                  | Ristning, medeltid/historisk tid |               | Gunnarskog, Värmland |                        | 59.918249, 12.540125 | 10214303870001 | Ladda upp en bild av detta fornminne      |
| Gunnarskog 461:1                  | Kvarn                            |               | Gunnarskog, Värmland |                        | 59.864510, 12.508241 | 10214304610001 | Ladda upp en bild av detta fornminne      |
| Gunnarskog 686:1                  | Kvarn                            |               | Gunnarskog, Värmland |                        | 60.000441, 12.662645 | 10214306860001 | Ladda upp en bild av detta fornminne      |
| Gunnarskog 786:1                  | Kvarn                            |               | Gunnarskog, Värmland |                        | 59.868363, 12.549073 | 10214307860001 | Ladda upp en bild av detta fornminne      |
| Gunnarskog 787:1                  | Kvarn                            |               | Gunnarskog, Värmland |                        | 59.861550, 12.544955 | 10214307870001 | Ladda upp en bild av detta fornminne      |
| Mörtälvskvarna (Gunnarskog 792:1) | Kvarn                            |               | Gunnarskog, Värmland |                        | 60.013257, 12.540313 | 10214307920001 | Ladda upp en bild av detta fornminne      |
| Skramlestenen (Gunnarskog 818:1)  | Runristning                      | 500–600-talet | Gunnarskog, Värmland | Stommen, Skramles udde | 59.811926, 12.575772 | 10214308180001 | Ladda upp en till bild av detta fornminne |

## Högerud
| Namn         | Lämningstyp      | Tillkomsttid | Historisk indelning | Plats | Läge                 | ID-nr          | Bild                                 |
| ------------ | ---------------- | ------------ | ------------------- | ----- | -------------------- | -------------- | ------------------------------------ |
| Högerud 1:1  | Begravningsplats |              | Högerud, Värmland   |       | 59.582101, 12.731853 | 10215000010001 | Ladda upp en bild av detta fornminne |
| Högerud 2:1  | Stensättning     |              | Högerud, Värmland   |       | 59.604774, 12.779349 | 10215000020001 | Ladda upp en bild av detta fornminne |
| Högerud 11:1 | Röse             |              | Högerud, Värmland   |       | 59.568940, 12.670172 | 10215000110001 | Ladda upp en bild av detta fornminne |
| Högerud 12:1 | Röse             |              | Högerud, Värmland   |       | 59.565264, 12.644855 | 10215000120001 | Ladda upp en bild av detta fornminne |
| Högerud 13:1 | Röse             |              | Högerud, Värmland   |       | 59.558244, 12.706023 | 10215000130001 | Ladda upp en bild av detta fornminne |
| Högerud 13:2 | Röse             |              | Högerud, Värmland   |       | 59.558418, 12.706088 | 10215000130002 | Ladda upp en bild av detta fornminne |
| Högerud 23:1 | Stensättning     |              | Högerud, Värmland   |       | 59.555263, 12.704843 | 10215000230001 | Ladda upp en bild av detta fornminne |
| Högerud 23:2 | Stensättning     |              | Högerud, Värmland   |       | 59.555196, 12.704860 | 10215000230002 | Ladda upp en bild av detta fornminne |
| Högerud 23:3 | Stensättning     |              | Högerud, Värmland   |       | 59.555148, 12.704893 | 10215000230003 | Ladda upp en bild av detta fornminne |
| Högerud 23:4 | Stensättning     |              | Högerud, Värmland   |       | 59.555104, 12.704876 | 10215000230004 | Ladda upp en bild av detta fornminne |
| Högerud 24:1 | Stensättning     |              | Högerud, Värmland   |       | 59.560176, 12.716838 | 10215000240001 | Ladda upp en bild av detta fornminne |
| Högerud 24:2 | Stensättning     |              | Högerud, Värmland   |       | 59.560173, 12.717022 | 10215000240002 | Ladda upp en bild av detta fornminne |
| Högerud 24:3 | Stensättning     |              | Högerud, Värmland   |       | 59.560185, 12.716829 | 10215000240003 | Ladda upp en bild av detta fornminne |
| Högerud 42:1 | Stensättning     |              | Högerud, Värmland   |       | 59.564121, 12.725657 | 10215000420001 | Ladda upp en bild av detta fornminne |

## Mangskog
| Namn           | Lämningstyp      | Tillkomsttid | Historisk indelning | Plats | Läge                 | ID-nr          | Bild                                 |
| -------------- | ---------------- | ------------ | ------------------- | ----- | -------------------- | -------------- | ------------------------------------ |
| Mangskog 5:1   | Begravningsplats |              | Mangskog, Värmland  |       | 59.741286, 12.809707 | 10216300050001 | Ladda upp en bild av detta fornminne |
| Mangskog 118:1 | Kvarn            |              | Mangskog, Värmland  |       | 59.830229, 12.771972 | 10216301180001 | Ladda upp en bild av detta fornminne |
| Mangskog 143:1 | Kvarn            |              | Mangskog, Värmland  |       | 59.841314, 12.747897 | 10216301430001 | Ladda upp en bild av detta fornminne |
| Mangskog 188:1 | Kvarn            |              | Mangskog, Värmland  |       | 59.777008, 12.828729 | 10216301880001 | Ladda upp en bild av detta fornminne |
| Mangskog 212:3 | Kvarn            |              | Mangskog, Värmland  |       | 59.818794, 12.741990 | 10216302120003 | Ladda upp en bild av detta fornminne |
| Mangskog 261:1 | Kvarn            |              | Mangskog, Värmland  |       | 59.820085, 12.766530 | 10216302610001 | Ladda upp en bild av detta fornminne |
| Mangskog 262:1 | Kvarn            |              | Mangskog, Värmland  |       | 59.786825, 12.773952 | 10216302620001 | Ladda upp en bild av detta fornminne |
| Mangskog 301:1 | Kvarn            |              | Mangskog, Värmland  |       | 59.774498, 12.746777 | 10216303010001 | Ladda upp en bild av detta fornminne |

## Ny
| Namn               | Lämningstyp    | Tillkomsttid | Historisk indelning | Plats | Läge                 | ID-nr          | Bild                                 |
| ------------------ | -------------- | ------------ | ------------------- | ----- | -------------------- | -------------- | ------------------------------------ |
| Ny 1:1             | Stensättning   |              | Ny, Värmland        |       | 59.709603, 12.467476 | 10217200010001 | Ladda upp en bild av detta fornminne |
| Ny 2:1             | Röse           |              | Ny, Värmland        |       | 59.693134, 12.478171 | 10217200020001 | Ladda upp en bild av detta fornminne |
| Ny 6:1             | Stensättning   |              | Ny, Värmland        |       | 59.716423, 12.528797 | 10217200060001 | Ladda upp en bild av detta fornminne |
| Ny 8:1             | Röse           |              | Ny, Värmland        |       | 59.742098, 12.395503 | 10217200080001 | Ladda upp en bild av detta fornminne |
| Ny 9:1             | Stenkammargrav |              | Ny, Värmland        |       | 59.746344, 12.411102 | 10217200090001 | Ladda upp en bild av detta fornminne |
| Fiskevik (Ny 11:1) | Röse           |              | Ny, Värmland        |       | 59.726853, 12.501297 | 10217200110001 | Ladda upp en bild av detta fornminne |
| Fiskevik (Ny 11:2) | Stensättning   |              | Ny, Värmland        |       | 59.726756, 12.501472 | 10217200110002 | Ladda upp en bild av detta fornminne |
| Ny 13:1            | Gravfält       |              | Ny, Värmland        |       | 59.716430, 12.498208 | 10217200130001 | Ladda upp en bild av detta fornminne |
| Ny 17:1            | Stensättning   |              | Ny, Värmland        |       | 59.740660, 12.476073 | 10217200170001 | Ladda upp en bild av detta fornminne |
| Ny 18:1            | Röse           |              | Ny, Värmland        |       | 59.754286, 12.448975 | 10217200180001 | Ladda upp en bild av detta fornminne |
| Ny 19:1            | Stensättning   |              | Ny, Värmland        |       | 59.719946, 12.495000 | 10217200190001 | Ladda upp en bild av detta fornminne |
| Ny 20:1            | Stensättning   |              | Ny, Värmland        |       | 59.719722, 12.477407 | 10217200200001 | Ladda upp en bild av detta fornminne |
| Ny 25:1            | Gravfält       |              | Ny, Värmland        |       | 59.717122, 12.498147 | 10217200250001 | Ladda upp en bild av detta fornminne |
| Ny 26:1            | Stensättning   |              | Ny, Värmland        |       | 59.743647, 12.423786 | 10217200260001 | Ladda upp en bild av detta fornminne |
| Ny 27:1            | Stensättning   |              | Ny, Värmland        |       | 59.756225, 12.378459 | 10217200270001 | Ladda upp en bild av detta fornminne |
| Ny 38:1            | Stensättning   |              | Ny, Värmland        |       | 59.751560, 12.479465 | 10217200380001 | Ladda upp en bild av detta fornminne |
| Ny 55:1            | Stensättning   |              | Ny, Värmland        |       | 59.733265, 12.475094 | 10217200550001 | Ladda upp en bild av detta fornminne |
| Ny 55:2            | Stensättning   |              | Ny, Värmland        |       | 59.733324, 12.474940 | 10217200550002 | Ladda upp en bild av detta fornminne |

## Stavnäs
| Namn                                    | Lämningstyp    | Tillkomsttid | Historisk indelning | Plats | Läge                 | ID-nr          | Bild                                 |
| --------------------------------------- | -------------- | ------------ | ------------------- | ----- | -------------------- | -------------- | ------------------------------------ |
| Stavnäs 2:1                             | Röse           |              | Stavnäs, Värmland   |       | 59.517371, 12.702206 | 10218200020001 | Ladda upp en bild av detta fornminne |
| Stavnäs 2:2                             | Stensättning   |              | Stavnäs, Värmland   |       | 59.517282, 12.701988 | 10218200020002 | Ladda upp en bild av detta fornminne |
| Stavnäs 3:1                             | Röse           |              | Stavnäs, Värmland   |       | 59.515479, 12.702826 | 10218200030001 | Ladda upp en bild av detta fornminne |
| Stavnäs 4:1                             | Röse           |              | Stavnäs, Värmland   |       | 59.501586, 12.719548 | 10218200040001 | Ladda upp en bild av detta fornminne |
| Stavnäs 6:1                             | Röse           |              | Stavnäs, Värmland   |       | 59.496736, 12.723112 | 10218200060001 | Ladda upp en bild av detta fornminne |
| Stavnäs 6:2                             | Röse           |              | Stavnäs, Värmland   |       | 59.496642, 12.723552 | 10218200060002 | Ladda upp en bild av detta fornminne |
| Stavnäs 6:3                             | Stensättning   |              | Stavnäs, Värmland   |       | 59.496581, 12.723112 | 10218200060003 | Ladda upp en bild av detta fornminne |
| Stavnäs 6:4                             | Röse           |              | Stavnäs, Värmland   |       | 59.496473, 12.723153 | 10218200060004 | Ladda upp en bild av detta fornminne |
| Stavnäs 8:1                             | Stenkammargrav |              | Stavnäs, Värmland   |       | 59.494136, 12.737821 | 10218200080001 | Ladda upp en bild av detta fornminne |
| Stavnäs 9:1                             | Röse           |              | Stavnäs, Värmland   |       | 59.483952, 12.732205 | 10218200090001 | Ladda upp en bild av detta fornminne |
| Stavnäs 10:1                            | Röse           |              | Stavnäs, Värmland   |       | 59.485530, 12.726914 | 10218200100001 | Ladda upp en bild av detta fornminne |
| Stavnäs 11:1                            | Röse           |              | Stavnäs, Värmland   |       | 59.474975, 12.744074 | 10218200110001 | Ladda upp en bild av detta fornminne |
| Stavnäs 11:2                            | Stensättning   |              | Stavnäs, Värmland   |       | 59.474840, 12.744336 | 10218200110002 | Ladda upp en bild av detta fornminne |
| Stavnäs 15:1                            | Stensättning   |              | Stavnäs, Värmland   |       | 59.512168, 12.732853 | 10218200150001 | Ladda upp en bild av detta fornminne |
| Stavnäs 16:1                            | Stenkammargrav |              | Stavnäs, Värmland   |       | 59.492313, 12.742134 | 10218200160001 | Ladda upp en bild av detta fornminne |
| Stavnäs 17:1                            | Röse           |              | Stavnäs, Värmland   |       | 59.412388, 12.792874 | 10218200170001 | Ladda upp en bild av detta fornminne |
| Stavnäs 18:1                            | Röse           |              | Stavnäs, Värmland   |       | 59.534611, 12.733556 | 10218200180001 | Ladda upp en bild av detta fornminne |
| Stavnäs 19:1                            | Röse           |              | Stavnäs, Värmland   |       | 59.524524, 12.718996 | 10218200190001 | Ladda upp en bild av detta fornminne |
| Stavnäs 19:2                            | Röse           |              | Stavnäs, Värmland   |       | 59.524597, 12.719202 | 10218200190002 | Ladda upp en bild av detta fornminne |
| Stavnäs 19:3                            | Röse           |              | Stavnäs, Värmland   |       | 59.524713, 12.719191 | 10218200190003 | Ladda upp en bild av detta fornminne |
| Jättegraven (Stavnäs 22:1)              | Stenkammargrav |              | Stavnäs, Värmland   |       | 59.493848, 12.667151 | 10218200220001 | Ladda upp en bild av detta fornminne |
| Stavnäs 24:1                            | Hög            |              | Stavnäs, Värmland   |       | 59.441216, 12.775326 | 10218200240001 | Ladda upp en bild av detta fornminne |
| Hammarklätten (Stavnäs 25:1)            | Fornborg       |              | Stavnäs, Värmland   |       | 59.432739, 12.739932 | 10218200250001 | Ladda upp en bild av detta fornminne |
| Stavnäs 28:1                            | Röse           |              | Stavnäs, Värmland   |       | 59.472960, 12.735262 | 10218200280001 | Ladda upp en bild av detta fornminne |
| Stavnäs 29:1                            | Röse           |              | Stavnäs, Värmland   |       | 59.495780, 12.704980 | 10218200290001 | Ladda upp en bild av detta fornminne |
| Stavnäs 30:1                            | Röse           |              | Stavnäs, Värmland   |       | 59.498732, 12.710283 | 10218200300001 | Ladda upp en bild av detta fornminne |
| Stavnäs 33:1                            | Röse           |              | Stavnäs, Värmland   |       | 59.520934, 12.702120 | 10218200330001 | Ladda upp en bild av detta fornminne |
| Bergshöjden, Rudsklätten (Stavnäs 39:1) | Fornborg       |              | Stavnäs, Värmland   |       | 59.510324, 12.691561 | 10218200390001 | Ladda upp en bild av detta fornminne |
| Stavnäs 40:1                            | Röse           |              | Stavnäs, Värmland   |       | 59.513660, 12.687172 | 10218200400001 | Ladda upp en bild av detta fornminne |
| Stavnäs 40:2                            | Stensättning   |              | Stavnäs, Värmland   |       | 59.513685, 12.686855 | 10218200400002 | Ladda upp en bild av detta fornminne |
| Stavnäs 40:3                            | Stensättning   |              | Stavnäs, Värmland   |       | 59.513699, 12.686652 | 10218200400003 | Ladda upp en bild av detta fornminne |
| Stavnäs 41:1                            | Röse           |              | Stavnäs, Värmland   |       | 59.513681, 12.687817 | 10218200410001 | Ladda upp en bild av detta fornminne |
| Stavnäs 42:1                            | Röse           |              | Stavnäs, Värmland   |       | 59.513294, 12.688764 | 10218200420001 | Ladda upp en bild av detta fornminne |
| Stavnäs 42:2                            | Stensättning   |              | Stavnäs, Värmland   |       | 59.513291, 12.689043 | 10218200420002 | Ladda upp en bild av detta fornminne |
| Stavnäs 42:3                            | Stensättning   |              | Stavnäs, Värmland   |       | 59.513267, 12.689179 | 10218200420003 | Ladda upp en bild av detta fornminne |
| Stavnäs 43:1                            | Röse           |              | Stavnäs, Värmland   |       | 59.513452, 12.688997 | 10218200430001 | Ladda upp en bild av detta fornminne |
| Stavnäs 43:2                            | Röse           |              | Stavnäs, Värmland   |       | 59.513468, 12.688755 | 10218200430002 | Ladda upp en bild av detta fornminne |
| Stavnäs 44:1                            | Röse           |              | Stavnäs, Värmland   |       | 59.510889, 12.696502 | 10218200440001 | Ladda upp en bild av detta fornminne |
| Stavnäs 45:1                            | Röse           |              | Stavnäs, Värmland   |       | 59.510733, 12.696446 | 10218200450001 | Ladda upp en bild av detta fornminne |
| Stavnäs 46:1                            | Röse           |              | Stavnäs, Värmland   |       | 59.510430, 12.696625 | 10218200460001 | Ladda upp en bild av detta fornminne |
| Stavnäs 47:1                            | Stenkammargrav |              | Stavnäs, Värmland   |       | 59.509832, 12.692743 | 10218200470001 | Ladda upp en bild av detta fornminne |
| Stavnäs 49:1                            | Röse           |              | Stavnäs, Värmland   |       | 59.509787, 12.698175 | 10218200490001 | Ladda upp en bild av detta fornminne |
| Stavnäs 49:2                            | Röse           |              | Stavnäs, Värmland   |       | 59.509652, 12.698067 | 10218200490002 | Ladda upp en bild av detta fornminne |
| Stavnäs 49:3                            | Röse           |              | Stavnäs, Värmland   |       | 59.509830, 12.697909 | 10218200490003 | Ladda upp en bild av detta fornminne |
| Stavnäs 50:1                            | Röse           |              | Stavnäs, Värmland   |       | 59.509256, 12.699188 | 10218200500001 | Ladda upp en bild av detta fornminne |
| Stavnäs 50:2                            | Röse           |              | Stavnäs, Värmland   |       | 59.509376, 12.699322 | 10218200500002 | Ladda upp en bild av detta fornminne |
| Stavnäs 50:3                            | Röse           |              | Stavnäs, Värmland   |       | 59.509151, 12.699448 | 10218200500003 | Ladda upp en bild av detta fornminne |
| Stavnäs 50:4                            | Röse           |              | Stavnäs, Värmland   |       | 59.508913, 12.699353 | 10218200500004 | Ladda upp en bild av detta fornminne |
| Stavnäs 57:1                            | Stenkammargrav |              | Stavnäs, Värmland   |       | 59.512386, 12.682449 | 10218200570001 | Ladda upp en bild av detta fornminne |
| Stavnäs 57:2                            | Stensättning   |              | Stavnäs, Värmland   |       | 59.512462, 12.682230 | 10218200570002 | Ladda upp en bild av detta fornminne |
| Stavnäs 57:3                            | Stensättning   |              | Stavnäs, Värmland   |       | 59.512123, 12.682855 | 10218200570003 | Ladda upp en bild av detta fornminne |
| Stavnäs 59:1                            | Stensättning   |              | Stavnäs, Värmland   |       | 59.498293, 12.703194 | 10218200590001 | Ladda upp en bild av detta fornminne |
| Stavnäs 60:1                            | Stensättning   |              | Stavnäs, Värmland   |       | 59.504140, 12.674802 | 10218200600001 | Ladda upp en bild av detta fornminne |
| Stavnäs 61:1                            | Röse           |              | Stavnäs, Värmland   |       | 59.503822, 12.675721 | 10218200610001 | Ladda upp en bild av detta fornminne |
| Stavnäs 61:2                            | Röse           |              | Stavnäs, Värmland   |       | 59.503705, 12.675859 | 10218200610002 | Ladda upp en bild av detta fornminne |
| Stavnäs 62:1                            | Stensättning   |              | Stavnäs, Värmland   |       | 59.504055, 12.676541 | 10218200620001 | Ladda upp en bild av detta fornminne |
| Stavnäs 80:1                            | Stensättning   |              | Stavnäs, Värmland   |       | 59.543160, 12.775122 | 10218200800001 | Ladda upp en bild av detta fornminne |
| Stavnäs 82:1                            | Stensättning   |              | Stavnäs, Värmland   |       | 59.540492, 12.765929 | 10218200820001 | Ladda upp en bild av detta fornminne |
| Stavnäs 82:2                            | Stensättning   |              | Stavnäs, Värmland   |       | 59.540243, 12.766262 | 10218200820002 | Ladda upp en bild av detta fornminne |
| Stavnäs 82:3                            | Stensättning   |              | Stavnäs, Värmland   |       | 59.540124, 12.766075 | 10218200820003 | Ladda upp en bild av detta fornminne |
| Stavnäs 123:1                           | Stensättning   |              | Stavnäs, Värmland   |       | 59.545730, 12.787994 | 10218201230001 | Ladda upp en bild av detta fornminne |
| Stavnäs 127:1                           | Stensättning   |              | Stavnäs, Värmland   |       | 59.536256, 12.764532 | 10218201270001 | Ladda upp en bild av detta fornminne |
| Stavnäs 127:2                           | Stensättning   |              | Stavnäs, Värmland   |       | 59.536131, 12.764455 | 10218201270002 | Ladda upp en bild av detta fornminne |
| Stavnäs 128:1                           | Stensättning   |              | Stavnäs, Värmland   |       | 59.531047, 12.762213 | 10218201280001 | Ladda upp en bild av detta fornminne |
| Stavnäs 267:1                           | Stenkammargrav |              | Stavnäs, Värmland   |       | 59.494407, 12.739084 | 10218202670001 | Ladda upp en bild av detta fornminne |
| Stavnäs 268:1                           | Stensättning   |              | Stavnäs, Värmland   |       | 59.487731, 12.750911 | 10218202680001 | Ladda upp en bild av detta fornminne |
| Stavnäs 268:2                           | Stensättning   |              | Stavnäs, Värmland   |       | 59.487687, 12.750883 | 10218202680002 | Ladda upp en bild av detta fornminne |
| Stavnäs 268:3                           | Stensättning   |              | Stavnäs, Värmland   |       | 59.487630, 12.750799 | 10218202680003 | Ladda upp en bild av detta fornminne |
| Stavnäs 268:4                           | Stensättning   |              | Stavnäs, Värmland   |       | 59.487629, 12.751071 | 10218202680004 | Ladda upp en bild av detta fornminne |
| Stavnäs 308:1                           | Stensättning   |              | Stavnäs, Värmland   |       | 59.463760, 12.766831 | 10218203080001 | Ladda upp en bild av detta fornminne |
| Stavnäs 322:1                           | Stensättning   |              | Stavnäs, Värmland   |       | 59.483288, 12.696056 | 10218203220001 | Ladda upp en bild av detta fornminne |

## Älgå
| Namn                  | Lämningstyp                      | Tillkomsttid | Historisk indelning | Plats | Läge                 | ID-nr          | Bild                                      |
| --------------------- | -------------------------------- | ------------ | ------------------- | ----- | -------------------- | -------------- | ----------------------------------------- |
| Älgå 2:1              | Stensättning                     |              | Älgå, Värmland      |       | 59.584003, 12.557729 | 10220500020001 | Ladda upp en bild av detta fornminne      |
| Älgå 3:1              | Stensättning                     |              | Älgå, Värmland      |       | 59.588746, 12.552104 | 10220500030001 | Ladda upp en bild av detta fornminne      |
| Älgå 4:1              | Stensättning                     |              | Älgå, Värmland      |       | 59.589043, 12.549536 | 10220500040001 | Ladda upp en bild av detta fornminne      |
| Älgå 5:1              | Stensättning                     |              | Älgå, Värmland      |       | 59.591223, 12.539413 | 10220500050001 | Ladda upp en bild av detta fornminne      |
| Älgå 6:1              | Stensättning                     |              | Älgå, Värmland      |       | 59.601057, 12.538194 | 10220500060001 | Ladda upp en bild av detta fornminne      |
| Älgå 7:1              | Röse                             |              | Älgå, Värmland      |       | 59.648185, 12.473337 | 10220500070001 | Ladda upp en bild av detta fornminne      |
| Älgå 7:2              | Stensättning                     |              | Älgå, Värmland      |       | 59.648249, 12.473554 | 10220500070002 | Ladda upp en bild av detta fornminne      |
| Älgå 10:1             | Stensättning                     |              | Älgå, Värmland      |       | 59.640819, 12.475399 | 10220500100001 | Ladda upp en bild av detta fornminne      |
| Älgå 11:1             | Röse                             |              | Älgå, Värmland      |       | 59.639829, 12.473555 | 10220500110001 | Ladda upp en bild av detta fornminne      |
| Älgå 12:1             | Stensättning                     |              | Älgå, Värmland      |       | 59.630211, 12.486373 | 10220500120001 | Ladda upp en bild av detta fornminne      |
| Älgå 13:1             | Röse                             |              | Älgå, Värmland      |       | 59.615692, 12.534703 | 10220500130001 | Ladda upp en bild av detta fornminne      |
| Älgå 14:1             | Röse                             |              | Älgå, Värmland      |       | 59.616764, 12.535778 | 10220500140001 | Ladda upp en bild av detta fornminne      |
| Älgå 15:1             | Röse                             |              | Älgå, Värmland      |       | 59.661691, 12.474950 | 10220500150001 | Ladda upp en bild av detta fornminne      |
| Älgå 15:2             | Röse                             |              | Älgå, Värmland      |       | 59.661525, 12.474828 | 10220500150002 | Ladda upp en bild av detta fornminne      |
| Älgå 16:1             | Röse                             |              | Älgå, Värmland      |       | 59.663638, 12.474205 | 10220500160001 | Ladda upp en bild av detta fornminne      |
| Älgå 16:2             | Röse                             |              | Älgå, Värmland      |       | 59.663702, 12.474434 | 10220500160002 | Ladda upp en bild av detta fornminne      |
| Älgå 16:3             | Röse                             |              | Älgå, Värmland      |       | 59.663703, 12.474682 | 10220500160003 | Ladda upp en bild av detta fornminne      |
| Älgå 17:1             | Stenkammargrav                   |              | Älgå, Värmland      |       | 59.657499, 12.473003 | 10220500170001 | Ladda upp en bild av detta fornminne      |
| Älgå 18:1             | Gravfält                         |              | Älgå, Värmland      |       | 59.659003, 12.480395 | 10220500180001 | Ladda upp en bild av detta fornminne      |
| Älgå 19:1             | Röse                             |              | Älgå, Värmland      |       | 59.654551, 12.475074 | 10220500190001 | Ladda upp en bild av detta fornminne      |
| Älgå 19:2             | Stensättning                     |              | Älgå, Värmland      |       | 59.654326, 12.474946 | 10220500190002 | Ladda upp en bild av detta fornminne      |
| Älgå 20:1             | Hög                              |              | Älgå, Värmland      |       | 59.675733, 12.417145 | 10220500200001 | Ladda upp en bild av detta fornminne      |
| Älgå 21:1             | Röse                             |              | Älgå, Värmland      |       | 59.678267, 12.417549 | 10220500210001 | Ladda upp en bild av detta fornminne      |
| Älgå 21:2             | Stensättning                     |              | Älgå, Värmland      |       | 59.678267, 12.417368 | 10220500210002 | Ladda upp en bild av detta fornminne      |
| Älgå 21:3             | Röse                             |              | Älgå, Värmland      |       | 59.678360, 12.417418 | 10220500210003 | Ladda upp en bild av detta fornminne      |
| Älgå 25:1             | Stensättning                     |              | Älgå, Värmland      |       | 59.686640, 12.394312 | 10220500250001 | Ladda upp en bild av detta fornminne      |
| Älgå 25:2             | Stensättning                     |              | Älgå, Värmland      |       | 59.686712, 12.394225 | 10220500250002 | Ladda upp en bild av detta fornminne      |
| Älgå 25:3             | Stensättning                     |              | Älgå, Värmland      |       | 59.686731, 12.394040 | 10220500250003 | Ladda upp en bild av detta fornminne      |
| Älgå 26:1             | Stensättning                     |              | Älgå, Värmland      |       | 59.627405, 12.485547 | 10220500260001 | Ladda upp en bild av detta fornminne      |
| Älgå 27:1             | Stensättning                     |              | Älgå, Värmland      |       | 59.627077, 12.484301 | 10220500270001 | Ladda upp en bild av detta fornminne      |
| Älgå 27:2             | Stensättning                     |              | Älgå, Värmland      |       | 59.626715, 12.484401 | 10220500270002 | Ladda upp en bild av detta fornminne      |
| Älgå 27:3             | Stensättning                     |              | Älgå, Värmland      |       | 59.626661, 12.484328 | 10220500270003 | Ladda upp en bild av detta fornminne      |
| Älgå 27:4             | Stensättning                     |              | Älgå, Värmland      |       | 59.626674, 12.484483 | 10220500270004 | Ladda upp en bild av detta fornminne      |
| Älgå 28:1             | Röse                             |              | Älgå, Värmland      |       | 59.627796, 12.487760 | 10220500280001 | Ladda upp en bild av detta fornminne      |
| Älgå 28:2             | Stensättning                     |              | Älgå, Värmland      |       | 59.627619, 12.487350 | 10220500280002 | Ladda upp en bild av detta fornminne      |
| Älgå 29:1             | Stensättning                     |              | Älgå, Värmland      |       | 59.625916, 12.486693 | 10220500290001 | Ladda upp en bild av detta fornminne      |
| Älgå 30:1             | Stensättning                     |              | Älgå, Värmland      |       | 59.626180, 12.487643 | 10220500300001 | Ladda upp en bild av detta fornminne      |
| Älgå 34:1             | Stensättning                     |              | Älgå, Värmland      |       | 59.645774, 12.468966 | 10220500340001 | Ladda upp en bild av detta fornminne      |
| Älgå 35:1             | Röse                             |              | Älgå, Värmland      |       | 59.645103, 12.468365 | 10220500350001 | Ladda upp en bild av detta fornminne      |
| Älgå 35:2             | Stensättning                     |              | Älgå, Värmland      |       | 59.644735, 12.468177 | 10220500350002 | Ladda upp en bild av detta fornminne      |
| Älgå 37:1             | Stensättning                     |              | Älgå, Värmland      |       | 59.635542, 12.470498 | 10220500370001 | Ladda upp en bild av detta fornminne      |
| Älgå 41:1             | Röse                             |              | Älgå, Värmland      |       | 59.655252, 12.479979 | 10220500410001 | Ladda upp en bild av detta fornminne      |
| Älgå 42:1             | Stensättning                     |              | Älgå, Värmland      |       | 59.658835, 12.468263 | 10220500420001 | Ladda upp en bild av detta fornminne      |
| Älgå 46:1             | Stensättning                     |              | Älgå, Värmland      |       | 59.592456, 12.539011 | 10220500460001 | Ladda upp en bild av detta fornminne      |
| Älgsätern (Älgå 91:1) | Fäbod                            |              | Älgå, Värmland      |       | 59.624387, 12.364054 | 10220500910001 | Ladda upp en bild av detta fornminne      |
| Älgå 115:1            | Kvarn                            |              | Älgå, Värmland      |       | 59.383687, 12.283151 | 10220501150001 | Ladda upp en till bild av detta fornminne |
| Älgå 124:1            | Hällristning                     |              | Älgå, Värmland      |       | 59.635494, 12.485561 | 10220501240001 | Ladda upp en bild av detta fornminne      |
| Älgå 134:1            | Ristning, medeltid/historisk tid |              | Älgå, Värmland      |       | 59.603978, 12.498019 | 10220501340001 | Ladda upp en bild av detta fornminne      |
| Älgå 144:1            | Stensättning                     |              | Älgå, Värmland      |       | 59.662650, 12.332376 | 10220501440001 | Ladda upp en bild av detta fornminne      |
| Älgå 163:1            | Fäbod                            |              | Älgå, Värmland      |       | 59.595495, 12.405671 | 10220501630001 | Ladda upp en bild av detta fornminne      |